# ISSF World Cup 2025
Der ISSF World Cup 2025, bestehend aus sechs World Cups und dem World Cup Finale, findet vom 1. April bis 9. Dezember 2025 in sieben Städten für die Disziplinen Gewehr, Pistole und laufende Scheibe statt.

## Austragungsorte und zeitlicher Ablauf
| Nr. | Datum         | Ort          | Disziplin                              | Austragungsort                                    |
| --- | ------------- | ------------ | -------------------------------------- | ------------------------------------------------- |
| 1   | 1.4. – 11.4.  | Buenos Aires | Gewehr/Pistole/Flinte                  | Tiro Federal Argentino de Buenos Aires            |
| 2   | 13.4 – 22.4.  | Lima         | Gewehr/Pistole/Flinte                  | Las Palmas Shooting Range                         |
| 3   | 3.5. – 12.5.  | Nikosia      | Flinte                                 | Cyprus Olympic Shooting Range Lakis Psimolophitis |
| 5   | 8.6. – 15.6.  | München      | Gewehr/Pistole                         | Olympia-Schießanlage Garching-Hochbrück           |
| 5   | 4.7. – 14.7.  | Lonato       | Flinte                                 | Trap Concaverde                                   |
| 6   | 7.9. – 15.9.  | Ningbo       | Gewehr/Pistole                         | Ningbo Olympic Sports Center                      |
| 6   | 4.12. – 9.12. | Doha         | World Cup Finale Gewehr/Pistole/Flinte | Lusail Shooting Range                             |

## Teilnehmer
| Nr. | Wettkampfort | Teilnehmende Nationen | Teilnehmende Athleten |
| --- | ------------ | --------------------- | --------------------- |
| 1   | Buenos Aires | 45                    | 410                   |
| 2   | Lima         | 43                    | 392                   |
| 3   | Nikosia      | 54                    | 350                   |
| 4   | München      | 78                    | 695                   |
| 5   | Lonato       | 74                    | 551                   |
| 6   | Ningbo       | -                     | -                     |
| 7   | Doha         | -                     | -                     |

### München
695 Athletinnen und Athleten aus 78 Ländern haben sich zum ISSF World Cup in München angemeldet, bei dem ausschließlich mit Luftgewehr- und -pistole geschossen wird. Erneut stellt Indien die größte Delegation mit 36 Sportlerinnen und Sportlern, gefolgt von Deutschland (27), Tschechien (23), Italien (23), China (21) und der Ukraine (19).

## Ergebnisse

### Gewehr

#### Männer
| 10 m Luftgewehr | 10 m Luftgewehr | 10 m Luftgewehr  | 10 m Luftgewehr | 10 m Luftgewehr  | 10 m Luftgewehr | 10 m Luftgewehr          | 10 m Luftgewehr |
| Nr.             | Wettbewerb      | Gold             | Gold            | Silber           | Silber          | Bronze                   | Bronze          |
| --------------- | --------------- | ---------------- | --------------- | ---------------- | --------------- | ------------------------ | --------------- |
| 1               | Buenos Aires    | Rudrankksh Patil | 252,9           | István Péni      | 251,7           | Marcelo Julian Gutierrez | 230,1           |
| 2               | Lima            | Sheng Lihao      | 252,4           | Arjun Babuta     | 252,3           | István Péni              | 229,8           |
| 3               | München         | Ilia Marsow      | 252,3           | Jon-Hermann Hegg | 252,0           | Sheng Lihao              | 230,2           |
| 4               | Ningbo          | -                | -               | -                | -               | -                        | -               |
| 5               | Doha            | -                | -               | -                | -               | -                        | -               |

| 50 m Kleinkaliber Dreistellungskampf | 50 m Kleinkaliber Dreistellungskampf | 50 m Kleinkaliber Dreistellungskampf | 50 m Kleinkaliber Dreistellungskampf | 50 m Kleinkaliber Dreistellungskampf | 50 m Kleinkaliber Dreistellungskampf | 50 m Kleinkaliber Dreistellungskampf | 50 m Kleinkaliber Dreistellungskampf |
| Nr.                                  | Wettbewerb                           | Gold                                 | Gold                                 | Silber                               | Silber                               | Bronze                               | Bronze                               |
| ------------------------------------ | ------------------------------------ | ------------------------------------ | ------------------------------------ | ------------------------------------ | ------------------------------------ | ------------------------------------ | ------------------------------------ |
| 1                                    | Buenos Aires                         | István Péni                          | 461,0                                | Tian Jiaming                         | 458,8                                | Chain Singh                          | 443,7                                |
| 2                                    | Lima                                 | Jiří Přívratský                      | 462,8                                | Henrik Larsen                        | 461,6                                | István Péni                          | 449,4                                |
| 3                                    | München                              | Jon-Hermann Hegg                     | 464,1                                | Ilia Marsov                          | 462,0                                | Jiří Přívratský                      | 452,0                                |
| 4                                    | Ningbo                               | -                                    | -                                    | -                                    | -                                    | -                                    | -                                    |
| 5                                    | Doha                                 | -                                    | -                                    | -                                    | -                                    | -                                    | -                                    |

#### Frauen
| 10 m Luftgewehr | 10 m Luftgewehr | 10 m Luftgewehr | 10 m Luftgewehr | 10 m Luftgewehr | 10 m Luftgewehr | 10 m Luftgewehr    | 10 m Luftgewehr |
| Nr.             | Wettbewerb      | Gold            | Gold            | Silber          | Silber          | Bronze             | Bronze          |
| --------------- | --------------- | --------------- | --------------- | --------------- | --------------- | ------------------ | --------------- |
| 1               | Buenos Aires    | Wang Zifei      | 254,1           | Kwon Eun-ji     | 253,1           | Audrey Gogniat     | 231,4           |
| 2               | Lima            | Wang Zifei      | 254,8 WR/WRJ    | Han Jiayu       | 250,4           | Fan Xinyi          | 229,6           |
| 3               | München         | Wang Zifei      | 252,7           | Kwon Eun-ji     | 252,6           | Elavenil Valarivan | 231,2           |
| 4               | Ningbo          | -               | -               | -               | -               | -                  | -               |
| 5               | Doha            | -               | -               | -               | -               | -                  | -               |

| 50 m Kleinkaliber Dreistellungskampf | 50 m Kleinkaliber Dreistellungskampf | 50 m Kleinkaliber Dreistellungskampf | 50 m Kleinkaliber Dreistellungskampf | 50 m Kleinkaliber Dreistellungskampf | 50 m Kleinkaliber Dreistellungskampf | 50 m Kleinkaliber Dreistellungskampf | 50 m Kleinkaliber Dreistellungskampf |
| Nr.                                  | Wettbewerb                           | Gold                                 | Gold                                 | Silber                               | Silber                               | Bronze                               | Bronze                               |
| ------------------------------------ | ------------------------------------ | ------------------------------------ | ------------------------------------ | ------------------------------------ | ------------------------------------ | ------------------------------------ | ------------------------------------ |
| 1                                    | Buenos Aires                         | Sift Kaur Samra                      | 458,6                                | Anita Mangold                        | 455,3                                | Arina Altukhova                      | 445,9                                |
| 2                                    | Lima                                 | Sagen Maddalena                      | 463,3                                | Jeanette Hegg Duestad                | 461,4                                | Sara Karasova                        | 449,4                                |
| 3                                    | München                              | Jeanette Hegg Duestad                | 466,9                                | Emely Jäggi                          | 464,8                                | Sift Kaur Samra                      | 453,1                                |
| 4                                    | Ningbo                               | -                                    | -                                    | -                                    | -                                    | -                                    | -                                    |
| 5                                    | Doha                                 | -                                    | -                                    | -                                    | -                                    | -                                    | -                                    |

#### Mixed
| 10 m Luftgewehr | 10 m Luftgewehr | 10 m Luftgewehr                        | 10 m Luftgewehr | 10 m Luftgewehr             | 10 m Luftgewehr | 10 m Luftgewehr                        | 10 m Luftgewehr |
| Nr.             | Wettbewerb      | Gold                                   | Gold            | Silber                      | Silber          | Bronze                                 | Bronze          |
| --------------- | --------------- | -------------------------------------- | --------------- | --------------------------- | --------------- | -------------------------------------- | --------------- |
| 1               | Buenos Aires    | Wang Zifei Song Buhan                  | 17              | Arya Borse Rudrankksh Patil | 9               | Fernanda Russo Marcelo Gutierrez       | 17 (13)         |
| 2               | Lima            | Jeanette Hegg Duestad Jon-Hermann Hegg | 17              | Arya Borse Rudrankksh Patil | 11              | Wang Zifei Song Buhan                  | 16 (4)          |
| 3               | München         | Arya Borse Arjun Babuta                | 17              | Wang Zifei Sheng Lihao      | 7               | Jeanette Hegg Duestad Jon-Hermann Hegg | 16 (14)         |
| 4               | Ningbo          | -                                      | -               | -                           | -               | -                                      | -               |
| 5               | Doha            | -                                      | -               | -                           | -               | -                                      | -               |

### Pistole

#### Männer
| 10 m Luftpistole | 10 m Luftpistole | 10 m Luftpistole | 10 m Luftpistole | 10 m Luftpistole   | 10 m Luftpistole | 10 m Luftpistole  | 10 m Luftpistole |
| Nr.              | Wettbewerb       | Gold             | Gold             | Silber             | Silber           | Bronze            | Bronze           |
| ---------------- | ---------------- | ---------------- | ---------------- | ------------------ | ---------------- | ----------------- | ---------------- |
| 1                | Buenos Aires     | Hu Kai           | 244,7            | Anton Aristarchow  | 243,3            | Jason Solari      | 223,0 Shoot-Off  |
| 2                | Lima             | Hu Kai           | 246,4            | Felipe Almeida Wu  | 241,0            | Saurabh Chaudhary | 219,1            |
| 3                | München          | Hu Kai           | 242,3            | Valeriy Rakhimzhan | 241,9            | Christian Reitz   | 220,8            |
| 4                | Ningbo           | -                | -                | -                  | -                | -                 | -                |
| 5                | Doha             | -                | -                | -                  | -                | -                 | -                |

| 25 m Schnellfeuerpistole | 25 m Schnellfeuerpistole | 25 m Schnellfeuerpistole | 25 m Schnellfeuerpistole | 25 m Schnellfeuerpistole | 25 m Schnellfeuerpistole | 25 m Schnellfeuerpistole | 25 m Schnellfeuerpistole |
| Nr.                      | Wettbewerb               | Gold                     | Gold                     | Silber                   | Silber                   | Bronze                   | Bronze                   |
| ------------------------ | ------------------------ | ------------------------ | ------------------------ | ------------------------ | ------------------------ | ------------------------ | ------------------------ |
| 1                        | Buenos Aires             | Vijayveer Sidhu          | 29                       | Riccardo Mazzetti        | 28                       | Yang Yuhao               | 23                       |
| 2                        | Lima                     | Matej Rampula            | 30                       | Su Lianbofan             | 27                       | Christian Reitz          | 24 Shoot-Off             |
| 3                        | München                  | Jean Quiquampoix         | 35                       | Florian Peter            | 32                       | Emanuel Müller           | 27                       |
| 4                        | Ningbo                   | -                        | -                        | -                        | -                        | -                        | -                        |
| 5                        | Doha                     | -                        | -                        | -                        | -                        | -                        | -                        |

#### Frauen
| 10 m Luftpistole | 10 m Luftpistole | 10 m Luftpistole | 10 m Luftpistole | 10 m Luftpistole     | 10 m Luftpistole | 10 m Luftpistole | 10 m Luftpistole |
| Nr.              | Wettbewerb       | Gold             | Gold             | Silber               | Silber           | Bronze           | Bronze           |
| ---------------- | ---------------- | ---------------- | ---------------- | -------------------- | ---------------- | ---------------- | ---------------- |
| 1                | Buenos Aires     | Suruchi Singh    | 244,6            | Qian Wei             | 241,9            | Jiang Ranxin     | 221,0            |
| 2                | Lima             | Suruchi Singh    | 243,6            | Manu Bhaker          | 242,2            | Yao Qianxun      | 219,5            |
| 3                | München          | Suruchi Singh    | 241,9            | Camille Jedrzejewski | 241,7            | Yao Qianxun      | 221,7            |
| 4                | Ningbo           | -                | -                | -                    | -                | -                | -                |
| 5                | Doha             | -                | -                | -                    | -                | -                | -                |

| 25 m Pistole | 25 m Pistole | 25 m Pistole | 25 m Pistole | 25 m Pistole          | 25 m Pistole | 25 m Pistole | 25 m Pistole |
| Nr.          | Wettbewerb   | Gold         | Gold         | Silber                | Silber       | Bronze       | Bronze       |
| ------------ | ------------ | ------------ | ------------ | --------------------- | ------------ | ------------ | ------------ |
| 1            | Buenos Aires | Sun Yujie    | 38           | Esha Singh            | 35           | Sixuan Feng  | 30           |
| 2            | Lima         | Sun Yujie    | 34           | Simranpreet Kaur Brar | 33           | Yao Qianxun  | 29           |
| 3            | München      | Sun Yujie    | 38           | Oh Yejin              | 36           | Yang Jiin    | 32           |
| 4            | Ningbo       | -            | -            | -                     | -            | -            | -            |
| 5            | Doha         | -            | -            | -                     | -            | -            | -            |

#### Mixed
| 10 m Luftpistole | 10 m Luftpistole | 10 m Luftpistole                | 10 m Luftpistole | 10 m Luftpistole                   | 10 m Luftpistole | 10 m Luftpistole                 | 10 m Luftpistole |
| Nr.              | Wettbewerb       | Gold                            | Gold             | Silber                             | Silber           | Bronze                           | Bronze           |
| ---------------- | ---------------- | ------------------------------- | ---------------- | ---------------------------------- | ---------------- | -------------------------------- | ---------------- |
| 1                | Buenos Aires     | Ma Qianke Zhang Yifan           | 16               | Yao Qianxun Hu Kai                 | 10               | Suruchi Singh Saurabh Chaudhary  | 16 (8)           |
| 2                | Lima             | Suruchi Singh Saurabh Chaudhary | 17               | Yao Qianxun Hu Kai                 | 9                | Ma Qianke Zhang Yifan            | 16 (6)           |
| 3                | München          | Yao Qianxun Hu Kai              | 16               | Elmira Karapetyan Benik Khlghatyan | 4                | Doreen Vennekamp Christian Reitz | 17 (13)          |
| 4                | Ningbo           | -                               | -                | -                                  | -                | -                                | -                |
| 5                | Doha             | -                               | -                | -                                  | -                | -                                | -                |

### Flinte

#### Männer
| Trap | Trap         | Trap              | Trap | Trap                  | Trap   | Trap                | Trap   |
| Nr.  | Wettbewerb   | Gold              | Gold | Silber                | Silber | Bronze              | Bronze |
| ---- | ------------ | ----------------- | ---- | --------------------- | ------ | ------------------- | ------ |
| 1    | Buenos Aires | Jean Pierre Brol  | 46   | Walton Eller          | 43     | William Hinton      | 31     |
| 2    | Lima         | William Hinton    | 44   | Mauro de Filippis     | 42     | Giovanni Cernogoraz | 34     |
| 3    | Nikosia      | Manuel Murcia     | 47   | Yannick Peeters       | 43     | Aaron Heading       | 34     |
| 4    | Lonato       | Giovanni Pellielo | 48   | Matthew Coward-Holley | 46     | Mauro de Filippis   | 36     |
| 5    | Doha         | -                 | -    | -                     | -      | -                   | -      |

| Skeet | Skeet        | Skeet             | Skeet          | Skeet             | Skeet          | Skeet                    | Skeet  |
| Nr.   | Wettbewerb   | Gold              | Gold           | Silber            | Silber         | Bronze                   | Bronze |
| ----- | ------------ | ----------------- | -------------- | ----------------- | -------------- | ------------------------ | ------ |
| 1     | Buenos Aires | Christian Elliott | 49             | Gabriele Rosetti  | 46             | Elia Sdruccioli          | 44     |
| 2     | Lima         | Dustin Taylor     | 56             | Christian Elliott | 55             | Han Xu                   | 46     |
| 3     | Nikosia      | Elia Sdruccioli   | 55             | Jesper Hansen     | 52             | Charalambos Chalkiadakis | 41     |
| 4     | Lonato       | Vincent Hancock   | 53 Shoot-off:7 | Henrik Jansson    | 53 Shoot-off:6 | Daniel Korcak            | 42     |
| 5     | Doha         | -                 | -              | -                 | -              | -                        | -      |

#### Frauen
| Trap | Trap         | Trap             | Trap | Trap                 | Trap   | Trap               | Trap   |
| Nr.  | Wettbewerb   | Gold             | Gold | Silber               | Silber | Bronze             | Bronze |
| ---- | ------------ | ---------------- | ---- | -------------------- | ------ | ------------------ | ------ |
| 1    | Buenos Aires | Penny Smith      | 44   | Carey Jeana Garrison | 42     | Liu Wan-yu         | 32     |
| 2    | Lima         | Silvana Stanco   | 46   | Mar Molne Magrina    | 44     | Adriana Ruano      | 33     |
| 3    | Nikosia      | Lada Denissowa   | 37   | Carey Jeana Garrison | 36     | Alessandra Perilli | 24     |
| 4    | Lonato       | Laetisha Scanlan | 45   | Silvana Maria Stanco | 43     | Lada Denisowa      | 34     |
| 5    | Doha         | -                | -    | -                    | -      | -                  | -      |

| Skeet | Skeet        | Skeet             | Skeet           | Skeet             | Skeet           | Skeet           | Skeet  |
| Nr.   | Wettbewerb   | Gold              | Gold            | Silber            | Silber          | Bronze          | Bronze |
| ----- | ------------ | ----------------- | --------------- | ----------------- | --------------- | --------------- | ------ |
| 1     | Buenos Aires | Dania Jo Vizzi    | 53 Shoot-off: 4 | Kimberly Rhode    | 53 Shoot-off: 3 | Arina Kusnezowa | 44     |
| 2     | Lima         | Kimberly Rhode    | 56 Shoot-off:2  | Samantha Simonton | 56 Shoot-off:1  | Dania Jo Vizzi  | 42     |
| 3     | Nikosia      | Arina Kusnezowa   | 54              | Samantha Simonton | 52              | Che Yufei       | 41     |
| 4     | Lonato       | Samantha Simonton | 56              | Dania Jo Vizzi    | 53              | Yiting Jiang    | 45     |
| 5     | Doha         | -                 | -               | -                 | -               | -               | -      |

#### Mixed
| Trap | Trap         | Trap                           | Trap            | Trap                            | Trap            | Trap                               | Trap    |
| Nr.  | Wettbewerb   | Gold                           | Gold            | Silber                          | Silber          | Bronze                             | Bronze  |
| ---- | ------------ | ------------------------------ | --------------- | ------------------------------- | --------------- | ---------------------------------- | ------- |
| 1    | Buenos Aires | Yang Kun-pi Liu Wan-yu         | 45 Shoot-off: 5 | Mitchell Iles Penny Smith       | 45 Shoot-off: 4 | Diego Valeri Erica Sessa           | 44 (38) |
| 2    | Lima         | Mitchell Iles Penny Smith      | -               | Jean Pierre Brol Adriana Ruano  | -               | Walton Eller Rachel Tozier         | -       |
| 3    | Nikosia      | Qi Ying Zhang Zixi             | 42              | Tomasz Pasierbski Sandra Bernal | 39              | Kynan Chenai Sabeera Haris         | 34 (33) |
| 4    | Lonato       | Mitchell Iles Laetisha Scanlan | 45              | Alberto Fernandez Fatima Galvez | 41              | Matthew Coward-Holley Ellie Seward | 38 (36) |
| 5    | Doha         | -                              | -               | -                               | -               | -                                  | -       |

## Medaillenspiegel
Stand am Ende des Wettkampftages vom 13. Juli 2025.
| Platz  | Land                           | Gold | Silber | Bronze | Gesamt |
| ------ | ------------------------------ | ---- | ------ | ------ | ------ |
| 01     | Volksrepublik China            | 14   | 7      | 13     | 34     |
| 02     | Vereinigte Staaten             | 8    | 8      | 3      | 19     |
| 03     | Indien                         | 8    | 6      | 6      | 20     |
| 04     | Australien                     | 4    | 1      | —      | 5      |
| 05     | Italien                        | 3    | 4      | 3      | 10     |
| 06     | Norwegen                       | 3    | 3      | 1      | 7      |
| 07     | Individuelle Neutrale Athleten | 3    | 2      | 2      | 7      |
| 08     | Tschechien                     | 2    | —      | 2      | 4      |
| 09     | Spanien                        | 1    | 2      | —      | 3      |
| 10     | Ungarn                         | 1    | 1      | 2      | 4      |
| 11     | Guatemala                      | 1    | 1      | 1      | 3      |
| 12     | Frankreich                     | 1    | 1      | —      | 2      |
| 13     | Chinesisch Taipeh              | 1    | —      | 1      | 2      |
| 14     | Südkorea                       | —    | 3      | 1      | 4      |
| 15     | Deutschland                    | —    | 2      | 4      | 6      |
| 16     | Schweiz                        | —    | 1      | 2      | 3      |
| 16     | Vereinigtes Königreich         | —    | 1      | 2      | 3      |
| 18     | Kasachstan                     | —    | 1      | 1      | 2      |
| 19     | Armenien                       | —    | 1      | —      | 1      |
| 19     | Belgien                        | —    | 1      | —      | 1      |
| 19     | Brasilien                      | —    | 1      | —      | 1      |
| 19     | Dänemark                       | —    | 1      | —      | 1      |
| 19     | Polen                          | —    | 1      | —      | 1      |
| 19     | Schweden                       | —    | 1      | —      | 1      |
| 25     | Argentinien                    | —    | —      | 2      | 2      |
| 26     | Griechenland                   | —    | —      | 1      | 1      |
| 26     | Kroatien                       | —    | —      | 1      | 1      |
| 26     | San Marino                     | —    | —      | 1      | 1      |
| Gesamt | Gesamt                         | 50   | 50     | 50     | 150    |